# Before I Wake (pel·lícula de 2016)
Before I Wake (també coneguda com Somnia en alguns territoris internacionals) és una pel·lícula de terror de fantasia fosca estatunidenca del 2016 dirigida i editada per Mike Flanagan, i coescrita per Flanagan i Jeff Howard. La pel·lícula és protagonitzada per Kate Bosworth, Thomas Jane, Jacob Tremblay, Annabeth Gish, Topher Bousquet i Dash Mihok. Before I Wake es va estrenar al FanTasia el 31 de juliol de 2016 i Netflix la va estrenar als Estats Units el 5 de gener de 2018. La pel·lícula va recaptar més de 4,9 milions de dòlars a tot el món i va rebre ressenyes positives de la crítica.

## Argument
Jessie i Mark Hobson acullen un fill d'acollida, Cody Morgan, de vuit anys, després que el seu fill petit Sean mor ofegat accidentalment. La treballadora social Natalie Friedman informa a Mark i Jessie que quan en Cody tenia tres anys, la seva mare va morir de càncer i que dos intents anteriors de col·locar-lo amb pares d'acollida no van tenir èxit.
En la seva primera nit amb els Hobson, abans que en Cody s'anés a dormir, li explica a Jessie sobre una criatura de malson anomenada "l'home Canker". Jessie descarta la història i li diu a Cody que els malsons no poden fer mal a ningú. Més tard aquella nit, Jessie i Mark se sorprenes mentre les papallones multicolors revolotegen per la sala d'estar. Mark intenta capturar una papallona blava per mostrar en Cody com li agraden les papallones, però quan en Cody es desperta, les papallones desapareixen. L'endemà a l'escola, es fa amic d'una noia anomenada Annie i s'oposa a una estudiant dolenta anomenada Tate. A casa, en Cody li pregunta a Mark qui és el nen en una foto de la sala d'estar, i Mark respon que és en Sean. Aquella nit, la parella veu el seu fill difunt i intenta abraçar-lo. Quan en Cody es desperta, en Sean desapareix. En adonar-se del regal d'en Cody de fer realitat els seus somnis, Jessie mostra a Cody vídeos casolans de Sean. El seu fill mort apareix i representa escenes dels vídeos. Dies després, Mark acusa la seva dona d'utilitzar en Cody per al seu regal en comptes d'estimar-lo i treu les fotos d'en Sean.
En Cody s'adorm a l'escola, i "l'home Canker" apareix davant Tate i el devora, mentre l'Annie mira horroritzada i crida, despertant-lo. Mentrestant, Jessie va a un metge i es queixa que en Cody té problemes per dormir. El metge prescriu medicaments. Ho barreja amb la beguda de Cody, desconeguda per a Mark. Aquella nit, Sean torna a aparèixer davant d'ells, però s'assembla al Canker Man, i Mark no pot despertar en Cody. El Canker Man devora a Mark i deixa inconscient a Jessie. Es desperta mentre Cody truca al 911. Sospitosos de la sobtada desaparició d'en Mark i sospitant de violència domèstica, els serveis socials s'emporten Cody a un orfenat.
Quan la Natalie ignora les peticions de Jessie per parlar amb Cody perquè pugui esbrinar com recuperar en Mark, Jessie roba els seus fitxers a Cody. Ella va localitzar el seu primer pare adoptiu, Whelan Young. Li diu a Jessie que quan la seva dona va emmalaltir, recordant a Cody la seva mare, la van assassinar de la mateixa manera que Mark. Els somnis de Cody la van fer tornar com una rèplica buida. El segon grup de pares adoptius de Cody va desaparèixer de manera similar. Whelan conclou que l'única manera d'aturar els malsons d'en Cody és matar en Cody, i li demana a Jessie que ho intenti, però ella s'oposa. Continua investigant i troba una caixa amb les pertinences de la mare de Cody que conté un coixí en forma de papallona i un diari.
Jessie arriba a l'orfenat a última hora de la nit per trobar-lo fosc i embruixada pels malsons de Cody, amb els altres nens lligats per vinyes a les parets. Quan troba en Cody, l'home del cèrcol l'ataca fins que li ensenya el coixí papallona. Mentre abraça el monstre, aquest pren la forma de Cody i desapareix juntament amb les vinyes. Jessie s'emporta el Cody, encara inconscient, a casa.
L'endemà, Jessie llegeix a Cody el diari de la seva mare, que descriu quant l'havia estimat i el seu regal. Jessie li mostra la paraula "càncer", que ell pronuncia malament com "cancre", i dedueix que l'home Canker és en realitat els records esvaïts de Cody de la seva mare, pàl·lida i desfigurada a causa del càncer. Jessie expressa admiració pel regal de Cody i ell la reconeix com la seva nova mare.

## Repartiment
- Kate Bosworth com a Jessie Hobson
- Thomas Jane com a Mark Hobson
- Jacob Tremblay com a Cody Morgan
- Annabeth Gish com a Natalie Friedman
- Topher Bousquet com The Canker Man
- Dash Mihok com a Whelan Young
- Jay Karnes com a Peter
- Lance E. Nichols com el detectiu Brown
- Kyla Deaver com a Annie
- Hunter Wenzel com a Tate
- Antonio Evan Romero com a Sean
- Scottie Thompson com a professor
- Justin Gordon com el Dr. Tennant
- Courtney Bell com Andrea Morgan
- Natalie Roers com a Katie

## Producció
El 7 de setembre de 2013, es va anunciar que el director d'Oculus, Mike Flanagan, havia de dirigir una pel·lícula de terror anomenada Somnia que va coescriure amb Jeff Howard per a Intrepid Pictures, i que els productors serien Trevor Macy i William D. Johnson, amb Sam Englebard de Demarest Films coproduïnt i cofinançant la pel·lícula amb MICA Entertainment dirigida per Dale Armin Johnson. Focus Features International va gestionar inicialment les vendes internacionals de la pel·lícula. El 7 de novembre de 2013, es va anunciar que Sierra/Affinity ara s'encarregaria de tots els drets internacionals que abans tenien FFI. El 4 d'abril de 2014, Relativity Media va adquirir els drets de distribució nord-americans de la pel·lícula. El març de 2015, el títol es va canviar a Before I Wake, aparentment per les objeccions de Flanagan.
El 7 de novembre de 2013, Kate Bosworth i Thomas Jane es van unir al repartiment principal de la pel·lícula com els pares del nen, i Jacob Tremblay havia de fer el paper de Cody. El 18 de novembre de 2013, Annabeth Gish es va unir al repartiment de la pel·lícula per interpreta a Natalie, la treballadora del cas assignada al jove Cody.
El rodatge va començar l'11 de novembre de 2013 a Fairhope (Alabama). El 12 de desembre de 2013, la tripulació va filmar escenes a la Barton Academy. El rodatge es va completar el 16 de desembre de 2013. La música va ser composta per Danny Elfman i The Newton Brothers.

## Llançament
El 4 d'abril de 2014, Relativity Media va adquirir els drets de distribució nord-americans de la pel·lícula. L'estrena estava prevista originalment per al 8 de maig de 2015, però es va retardar fins al 25 de setembre. 2015, i més tard retirat del calendari a causa de la declaració de fallida de l'empresa. Malgrat això, la pel·lícula va aconseguir estrenar-se en cinemes en alguns territoris internacionals ja l'abril de 2016. El llançament als EUA es va reprogramar al 9 de setembre de 2016,, però es va retirar de nou de la programació.
El juny de 2016, es va anunciar que la pel·lícula tindria la seva estrena nord-americana al FanTasia el 31 de juliol de 2016, mentre encara està distribuït per Relativity Media. Excloent els Estats Units, Netflix va llançar la pel·lícula arreu del món el 28 d'abril de 2017, i també en Blu-ray i DVD al Canadà. Mike Flanagan va animar als públic dels EUA a comprar la pel·lícula en mitjans físics del Canadà. El desembre de 2017, es va revelar que Netflix havia obtingut els drets de la pel·lícula als EUA de Relativity Media, i així posseeix els drets mundials. Netflix va estrenar la pel·lícula als Estats Units el 5 de gener de 2018.

## Recepció
La pel·lícula té una puntuació d'aprovació del 67% al lloc web de l'agregador de ressenyes Rotten Tomatoes basat en 36 ressenyes i una puntuació mitjana de 6,47/10 i el consens diu "Aneu amb compte amb aquest malson desperta: Before I Wake'  no sempre és prou lúcid per escapar de la seva història tambaleant, però crea un paisatge de terror net i de dolor". A Metacritic, que assigna i normalitza puntuacions de crítiques, té una puntuació mitjana ponderada de 68 sobre 100 basada en 5 ressenyes, que indica "crítiques generalment favorables".
Ignatiy Vishnevetsky de The A.V. Club va donar a la pel·lícula una nota B, escrivint: "Les pel·lícules de terror que exploten àmplies fòbies infantils sobre els apagats de la llum i les tasques del soterrani són un centau per dotzena, però és realment refrescant trobar-ne una feta amb la curiositat i la preocupació dels pares pel punt de vista d'un nen." Brian Tallerico de RogerEbert.com va donar a la pel·lícula 2,5/4 estrelles, considerant-la "Una pel·lícula defectuosa, però hi ha elements que funcionen realment, especialment l'actuació principal i alguns dels dons de Flanagan amb la composició." Reagan Gavin Rasquinha de The Times of India va ser més crític, donant-li 2/5 estrelles i escriptura: "Això és, en el millor dels casos, un horror de talla galetes que uneix els punts, bé, però no ofereix res memorable."
Charles Bramesco de The Guardian la va classificar en tercer lloc en una llista de les 10 pel·lícules originals de Netflix més espantoses.